# Lycophotia astur
Lycophotia astur är en fjärilsart som beskrevs av Culot 1909. Lycophotia astur ingår i släktet Lycophotia och familjen nattflyn. Inga underarter finns listade i Catalogue of Life.